# San Nicomede in Via Nomentana (titolo cardinalizio)
Nicomede è un titolo cardinalizio soppresso, attestato nel V secolo.
Al sinodo romano del 1º marzo 499, convocato da papa Simmaco, presero parte i presbiteri Sebastiano e Genesio del titolo Nicomedis. Una lastra marmorea scoperta nell'Ottocento riferisce di un altro presbitero del titolo di Nicomede, Vittore, deposto il 20 novembre di un anno sconosciuto, ma forse precedente il VI secolo.
Il titolo si riferiva ad una chiesa urbana, da non confondere con la chiesa extraurbana che sorgeva sopra l'omonima catacomba sulla via Nomentana.
Sia il Duchesne che il Kirsch concordano sul fatto che il titolo coincida con quello dei Santi Marcellino e Pietro. Il Cristofori afferma che questo titolo fu soppresso da Papa Gregorio I intorno al 600 e trasferito alla Basilica di Santa Croce in Gerusalemme.

## Titolari
- Sebastiano e Genesio (menzionati nel 499)
- Vittore (V secolo)